# Ainvelle (Haute-Saône)
Pour les articles homonymes, voir Ainvelle.
Ainvelle est une commune française située dans le département de la Haute-Saône, en Franche-Comté, dans la région administrative Bourgogne-Franche-Comté.

## Géographie

### Localisation
Ainvelle, sur le plateau de Haute-Saône, est située dans la dépression de Lure, qui fait elle-même partie de la dépression sous-vosgienne. 
Son altitude moyenne est d'environ 270 m. Sa superficie est de 6,75 km2.

### Communes limitrophes

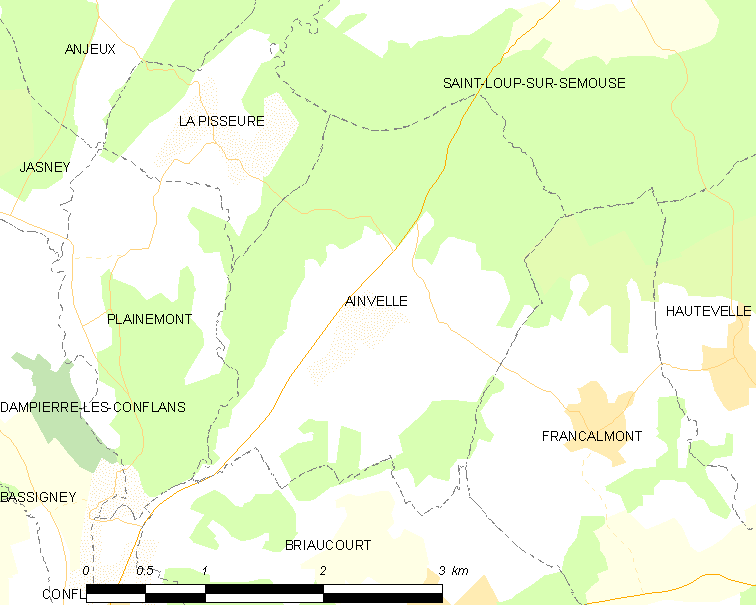
Carte de la commune d'Ainvelle et des proches communes.

| La Pisseure | Saint-Loup-sur-Semouse |             |
|             | Ainvelle               | Francalmont |
| Plainemont  | Briaucourt             |             |

### Géologie et relief
La Haute-Saône est limitrophe des départements du Jura et du Doubs au Sud, du Territoire de Belfort à l'Est, des Vosges au Nord et de la Haute-Marne et de la Côte d'Or à l'Ouest.
D'anciennes carrières sont encore visibles aux flancs des côtes d'Offrémont et d'Ainvelle, dans les hauts de Bourlémon.

### Hydrographie et les eaux souterraines
- PLU intercommunal (PLUi) de la Communauté de communes de la Haute Comté : Captages d'eau et assainissements[4].

### Climat
Pour des articles plus généraux, voir Climat de la Bourgogne-Franche-Comté et Climat de la Haute-Saône.
En 2010, le climat de la commune est de type climat des marges montargnardes, selon une étude du Centre national de la recherche scientifique s'appuyant sur une série de données couvrant la période 1971-2000. En 2020, Météo-France publie une typologie des climats de la France métropolitaine dans laquelle la commune est exposée à un climat semi-continental et est dans la région climatique Lorraine, plateau de Langres, Morvan, caractérisée par un hiver rude (1,5 °C), des vents modérés et des brouillards fréquents en automne et hiver.
Pour la période 1971-2000, la température annuelle moyenne est de 10 °C, avec une amplitude thermique annuelle de 17,1 °C. Le cumul annuel moyen de précipitations est de 976 mm, avec 13 jours de précipitations en janvier et 10 jours en juillet. Pour la période 1991-2020, la température moyenne annuelle observée sur la station météorologique de Météo-France la plus proche, « Aillevillers », sur la commune d'Aillevillers-et-Lyaumont à 10 km à vol d'oiseau, est de 10,6 °C et le cumul annuel moyen de précipitations est de 1 175,0 mm. 
La température maximale relevée sur cette station est de 40,6 °C, atteinte le 25 juillet 2019 ; la température minimale est de −23,5 °C, atteinte le 6 janvier 1985,,.
Les paramètres climatiques de la commune ont été estimés pour le milieu du siècle (2041-2070) selon différents scénarios d'émission de gaz à effet de serre à partir des nouvelles projections climatiques de référence DRIAS-2020. Ils sont consultables sur un site dédié publié par Météo-France en novembre 2022.

## Urbanisme

### Typologie
Au 1er janvier 2024, Ainvelle est catégorisée commune rurale à habitat dispersé, selon la nouvelle grille communale de densité à sept niveaux définie par l'Insee en 2022.
Elle est située hors unité urbaine. Par ailleurs la commune fait partie de l'aire d'attraction de Saint-Loup-sur-Semouse, dont elle est une commune de la couronne,. Cette aire, qui regroupe 10 communes, est catégorisée dans les aires de moins de 50 000 habitants,.

### Occupation des sols
L'occupation des sols de la commune, telle qu'elle ressort de la base de données européenne d’occupation biophysique des sols Corine Land Cover (CLC), est marquée par l'importance des forêts et milieux semi-naturels (51,8 % en 2018), une proportion identique à celle de 1990 (51,8 %). La répartition détaillée en 2018 est la suivante : 
forêts (51,7 %), prairies (26,7 %), zones agricoles hétérogènes (21,5 %), milieux à végétation arbustive et/ou herbacée (0,1 %). L'évolution de l’occupation des sols de la commune et de ses infrastructures peut être observée sur les différentes représentations cartographiques du territoire : la carte de Cassini (XVIIIe siècle), la carte d'état-major (1820-1866) et les cartes ou photos aériennes de l'IGN pour la période actuelle (1950 à aujourd'hui).

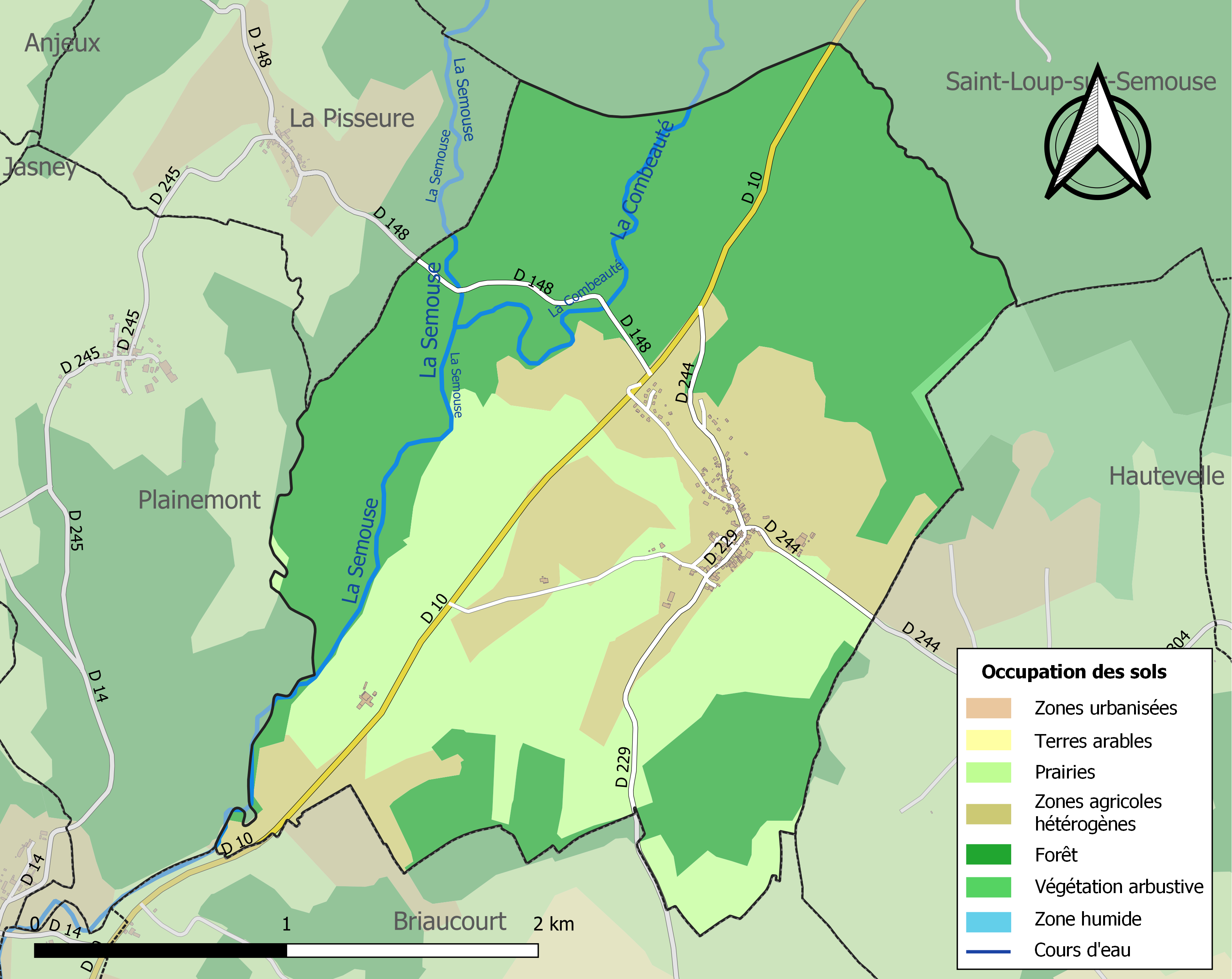
Carte des infrastructures et de l'occupation des sols de la commune en 2018 (CLC).

### Voies de communications et transports

#### Voies routières
- Accès par la D 10 depuis Saint-Loup-sur-Semouse.

#### Transports en commun
- Réseaux de transports urbains dans le département de la Haute-Saône[17].

### Sismicité
- Commune située dans une zone de sismicité modérée[18].

## Toponymie
En 1793, le village portait le nom de « Anivette » puis change de nom en 1801 et devient « Ainvelle ».

## Histoire
La ville d'Ainvelle a été une station préhistorique, puis sans doute un village gallo-romain (les vestiges d'une villa ont été découverts). Des sépultures mérovingiennes y ont aussi été découvertes.
Au XVIIe siècle, la guerre qui oppose la Franche-Comté à la France (1636-1678), et les massacres qui en résultent dans toute la région ont pour conséquence la quasi-disparition des paroissiens d'Ainvelle. Seulement cinq habitants, retirés au château de Baudoncourt, sont alors recensés.

## Politique et administration

### Rattachements administratifs et électoraux

Carte départementale montrant en rouge les communes de la communauté de communes de la Haute Comté.

La commune fait partie de l'arrondissement de Lure du département de la Haute-Saône,  en région Bourgogne-Franche-Comté. Pour l'élection des députés, elle dépend de la deuxième circonscription de la Haute-Saône.
Elle fait partie depuis 1801 du canton de Saint-Loup-sur-Semouse. Dans le cadre du redécoupage cantonal de 2014 en France, le territoire du canton s'est agrandi, passant de 13 à 23 communes.

### Intercommunalité
La commune fait partie  de la communauté de communes de la Haute Comté, créée le 1er janvier 2014 et qui succède à trois petites intercommunalités.

### Liste des maires
| Période                                  | Période                   | Identité          | Étiquette | Qualité                                           |
| ---------------------------------------- | ------------------------- | ----------------- | --------- | ------------------------------------------------- |
| Les données manquantes sont à compléter. |                           |                   |           |                                                   |
| avril 1983                               | mars 2001                 | Claude Cartigny   |           | Cadre retraité ameublement                        |
| mars 2001                                | mars 2008                 | Denis Bernard     |           | Retraité de la police                             |
| mars 2008                                | automne 2014              | Marie-France Thué |           | Professeure                                       |
| octobre 2014                             | En cours (au 2 juin 2020) | Philippe Labache  | SE        | Retraité commerce Réélu pour le mandat 2020-2026, |

### Budget et fiscalité 2017

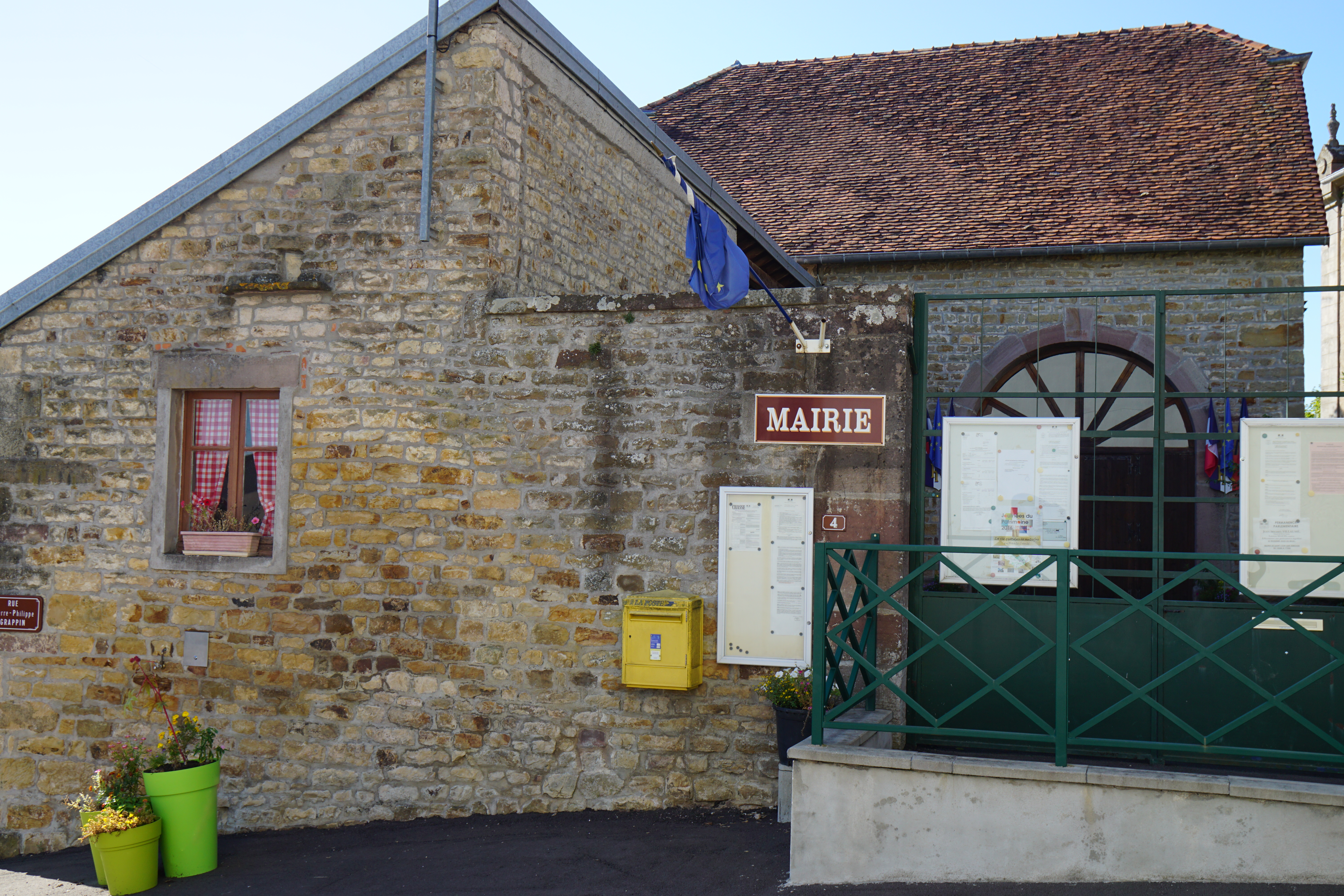
La mairie.

En 2017, le budget de la commune était constitué ainsi :
- total des produits de fonctionnement : 115 000 €, soit 734 € par habitant ;
- total des charges de fonctionnement : 117 000 €, soit 751 € par habitant ;
- total des ressources d'investissement : 22 000 €, soit 141 € par habitant ;
- total des emplois d'investissement : 29 000 €, soit 185 € par habitant ;
- endettement : 0 €, soit 0 € par habitant.

Avec les taux de fiscalité suivants :
- taxe d'habitation : 5,22 % ;
- taxe foncière sur les propriétés bâties : 6,00 % ;
- taxe foncière sur les propriétés non bâties : 25,86 % ;
- taxe additionnelle à la taxe foncière sur les propriétés non bâties : 0,00 % ;
- cotisation foncière des entreprises : 0,00 %.

Chiffres clés Revenus et pauvreté des ménages en 2016 : médiane en 2016 du revenu disponible, par unité de consommation : 21 139 €.

## Population et société

### Démographie

#### Évolution démographique
L'évolution du nombre d'habitants est connue à travers les recensements de la population effectués dans la commune depuis 1793. Pour les communes de moins de 10 000 habitants, une enquête de recensement portant sur toute la population est réalisée tous les cinq ans, les populations de référence des années intermédiaires étant quant à elles estimées par interpolation ou extrapolation. Pour la commune, le premier recensement exhaustif entrant dans le cadre du nouveau dispositif a été réalisé en 2004.

En 2022, la commune comptait 148 habitants, en stagnation par rapport à 2016 (Haute-Saône : −1,4 %, France hors Mayotte : +2,11 %).
| 1793 | 1800 | 1806 | 1821 | 1831 | 1836 | 1841 | 1846 | 1851 |
| ---- | ---- | ---- | ---- | ---- | ---- | ---- | ---- | ---- |
| 289  | 293  | 319  | 300  | 344  | 344  | 323  | 335  | 335  |

| 1856 | 1861 | 1866 | 1872 | 1876 | 1881 | 1886 | 1891 | 1896 |
| ---- | ---- | ---- | ---- | ---- | ---- | ---- | ---- | ---- |
| 280  | 302  | 337  | 281  | 299  | 283  | 301  | 298  | 292  |

| 1901 | 1906 | 1911 | 1921 | 1926 | 1931 | 1936 | 1946 | 1954 |
| ---- | ---- | ---- | ---- | ---- | ---- | ---- | ---- | ---- |
| 306  | 286  | 252  | 211  | 250  | 200  | 174  | 164  | 175  |

| 1962 | 1968 | 1975 | 1982 | 1990 | 1999 | 2004 | 2006 | 2009 |
| ---- | ---- | ---- | ---- | ---- | ---- | ---- | ---- | ---- |
| 164  | 157  | 155  | 191  | 206  | 219  | 178  | 169  | 165  |

| 2014 | 2019 | 2022 | - | - | - | - | - | - |
| ---- | ---- | ---- | - | - | - | - | - | - |
| 152  | 148  | 148  | - | - | - | - | - | - |

### Enseignement
Établissements d'enseignements :
- Écoles maternelles à Conflans-sur-Lanterne, Dampierre-lès-Conflans, Bouligney,
- Écoles primaires à Saint-Loup-sur-Semouse, Conflans-sur-Lanterne,
- Collèges à Saint-Loup-sur-Semouse, Luxeuil-les-Bains,
- Lycées à Luxeuil-les-Bains Cedex.

### Santé
Professionnels et établissements de santé :
- Médecins à Ainvelle, Saint-Loup-sur-Semouse,
- Pharmacies à Saint-Loup-sur-Semouse,
- Hôpitaux à Luxeuil-les-Bains.

### Cultes
- Culte catholique, Paroisse de Saint Loup sur Semouse[33], Diocèse de Besançon.

## Économie

### Entreprises et commerces

#### Agriculture
- Agriculture et élevage d'ovins et de caprins.

#### Tourisme
- Restaurant Bistrot de pays À l'Orée du Bois[34],[35].
- Aire de camping-car gratuite, rue du Château.

#### Commerces
Au XIXe siècle, le village abritait : 
- une fabrique de clous ;
- une fabrique de chapeaux de paille qui occupe 80 ouvriers (hommes, femmes et enfants), confectionnés en paille blanche, qui vendait chaque année environ 60 000 chapeaux ;
- une bonneterie ;
- deux fabriques de droguet ;
- des sites exploitant, autrefois, des minerais de fer en grains[36].

## Culture locale et patrimoine

### Lieux et monuments
- Au IXe siècle, une église catholique a été établie sur la commune et faisait partie du doyenné de Saint-Loup-Sur-Semouse.

L'église actuelle a été édifiée en deux fois : la nef date du XVIIIe siècle et la façade avec le clocher flèche datent de 1839. Le retable Assomption de la Vierge est du XVIIIe siècle. Deux cloches ont été installées en 1870. L'impératrice Eugénie a offert une chaire.
- Une reproduction de la grotte de Lourdes est visible à Ainvelle[39].
- Monument aux morts[40].
- Un four à pain communal situé à l’angle de la rue Fontaine du Card et la rue Eugène Maillot, inutilisé depuis plus de 80 ans et remis en état en 2016[41].
- 2 plaques de cocher[42].

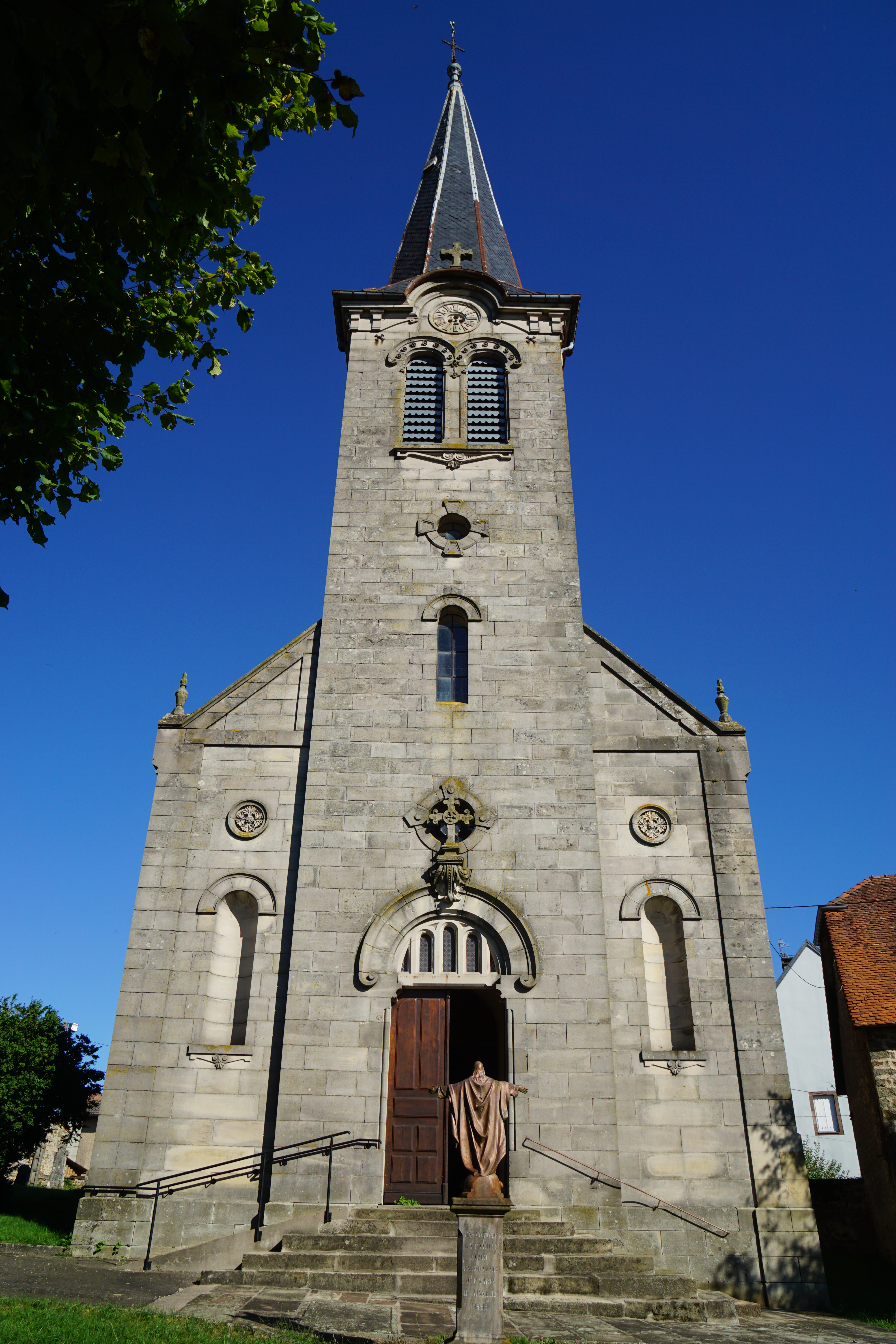
L'église.
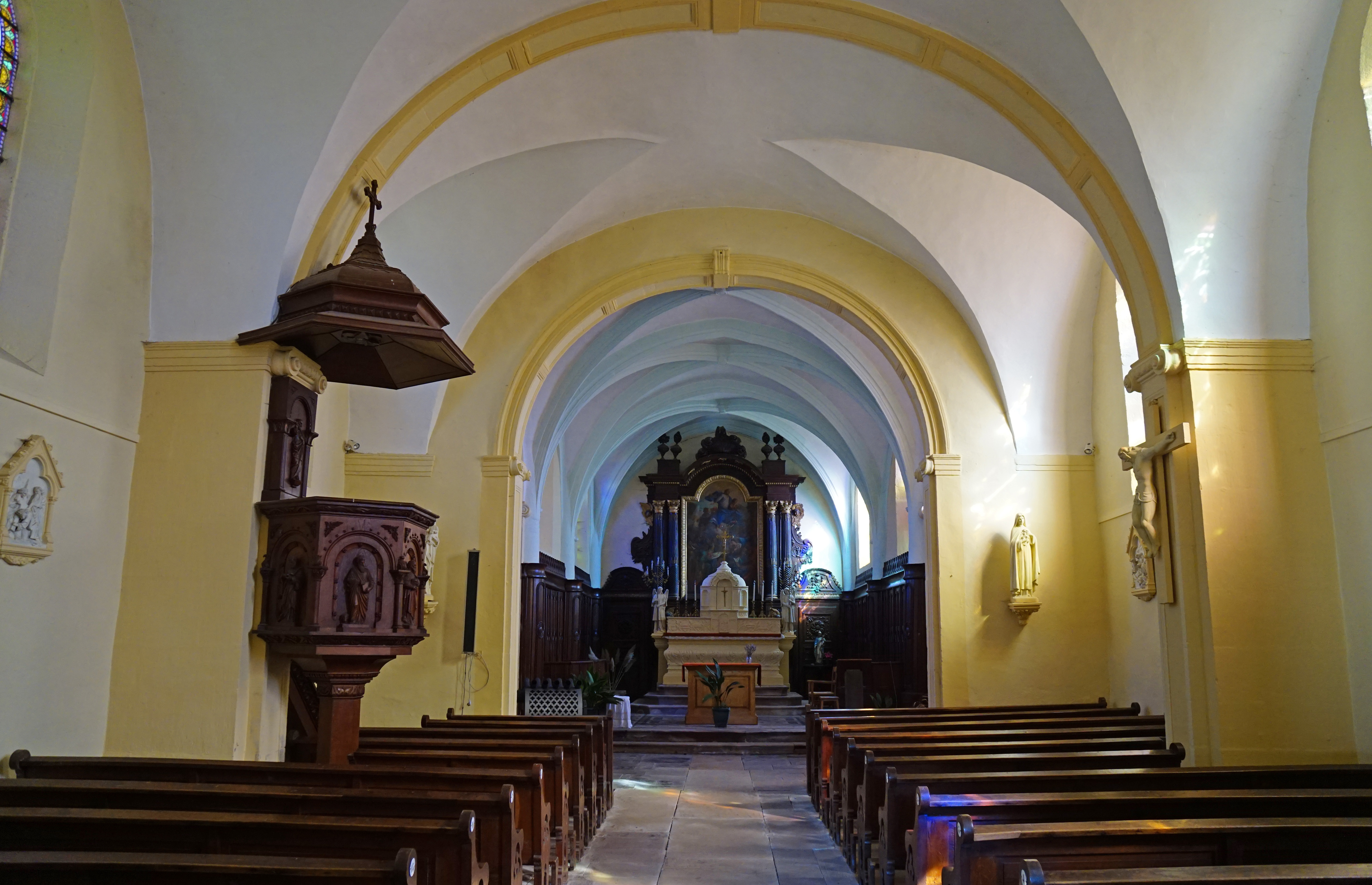
L'intérieur.
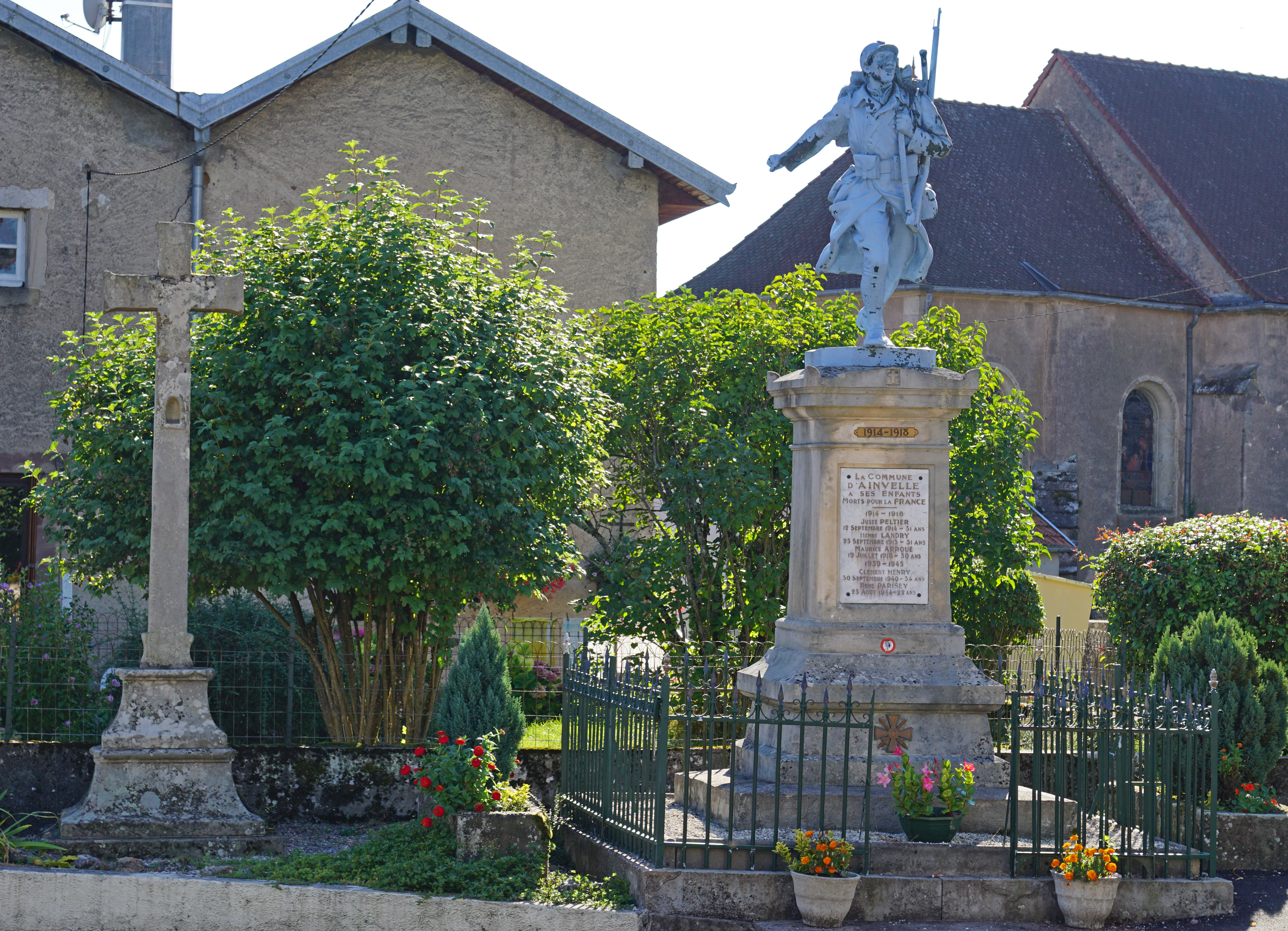
Croix et monument aux morts.
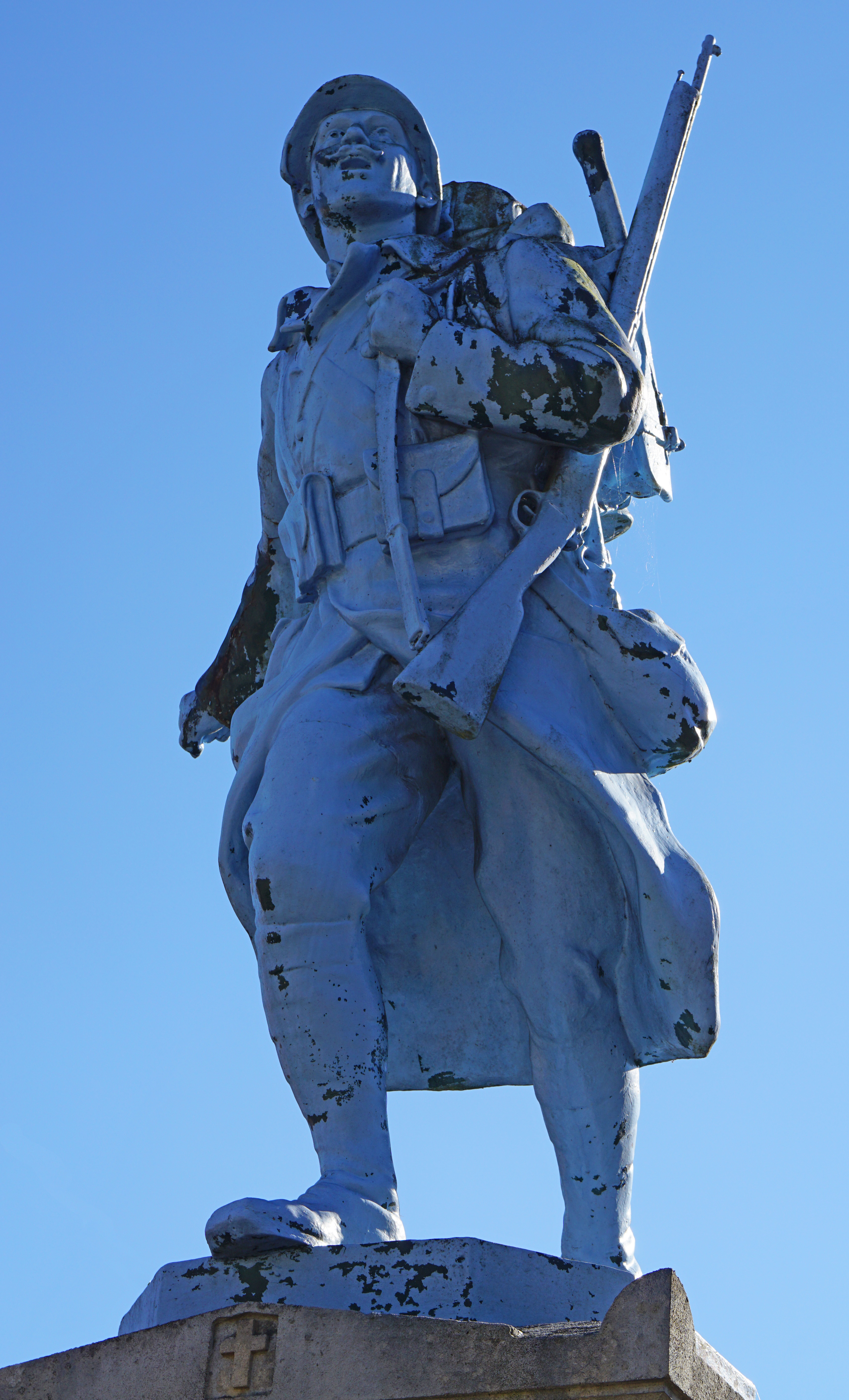
Statue du monument.
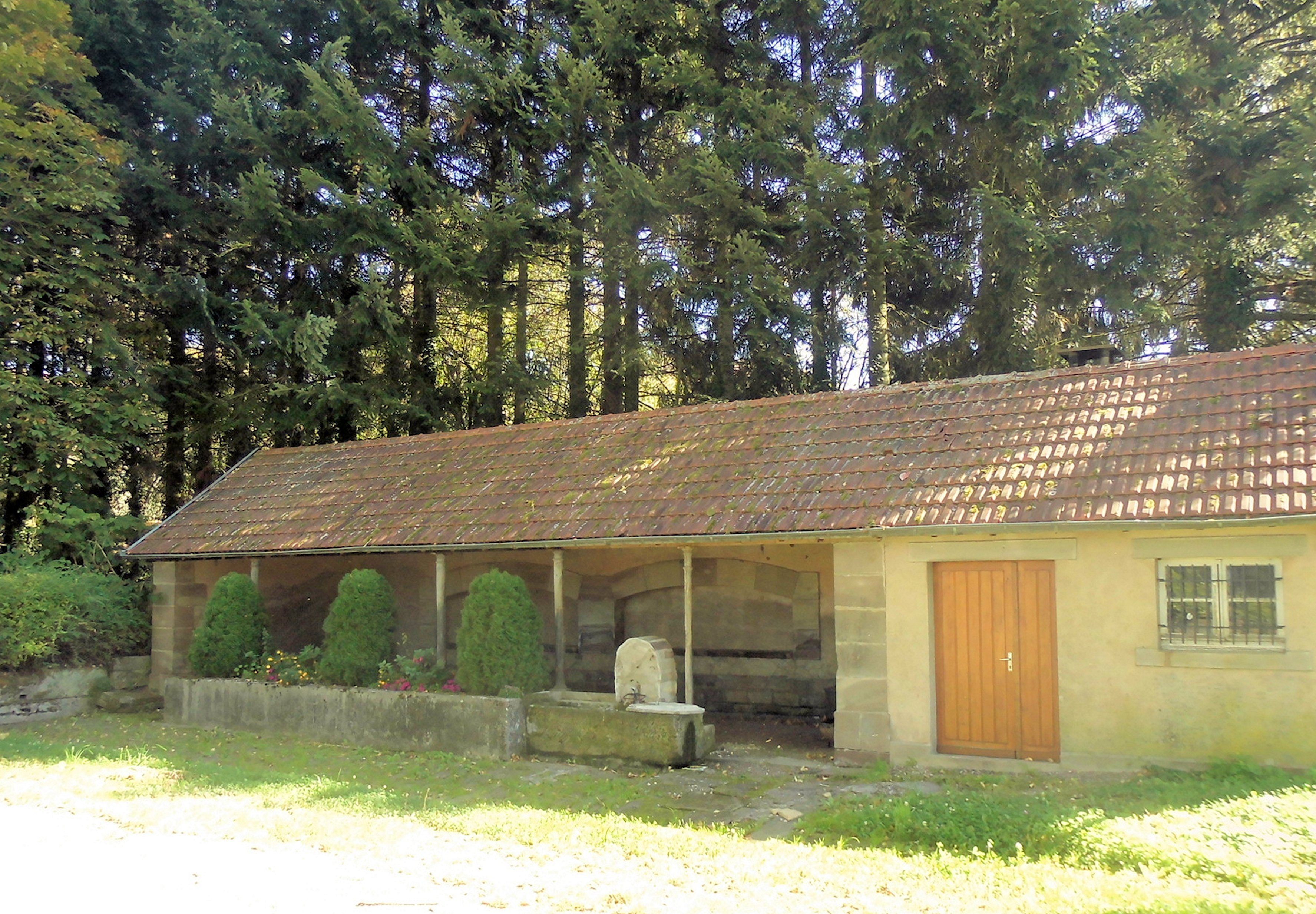
Le lavoir.

### Personnalités liées à la commune
- Eugène Maillot (1841-1889), biologiste, né à Ainvelle[39].
- Pierre-Philippe Grappin (1738-1833), bénédictin, né à Ainvelle[43].